# Kathi Leitner
Katharina „Kathi“ Leitner (* 13. September 1948 in Neubeuern) ist eine deutsche Schauspielerin.

## Leben
Leitner wurde 1969 von der Leiterin des Chiemgauer Volkstheaters, Amsi Kern, entdeckt. Über 30 Jahre lang gehörte sie dem dortigen Ensemble an und spielte insbesondere auch in den Fernsehaufzeichnungen mit. 1973 trat sie erstmals auch im Komödienstadel des Bayerischen Rundfunks auf. Leitner war zudem in zahlreichen bekannten TV-Serien zu sehen, darunter Königlich Bayerisches Amtsgericht, Monaco Franze – Der ewige Stenz, Meister Eder und sein Pumuckl, Irgendwie und Sowieso, München 7, Herbert und Schnipsi und Café Meineid. In der Comedy-Reihe Kanal fatal spielt sie die biedere Chefsekretärin Frau Mayrhöfer.
Im Jahr 1999 wurde sie für ihre Verkörperung der Anna Meier in dem Film Einmal leben (Regie: Franz Xaver Bogner) mit dem Bayerischen Fernsehpreis ausgezeichnet.
Die Schauspielerin lebt im Inntal.

## Filmografie (Auswahl)
- 1970, 1972: Königlich Bayerisches Amtsgericht (Fernsehserie, 2 Folgen)
- 1974: Der Komödienstadel – Das sündige Dorf
- 1976: Der Komödienstadel – Die Generalprobe (Einakter)
- 1976: Das Schweigen im Walde
- 1977: Waldrausch
- 1978: Zeit zum Aufstehn (Fernsehfilm, 2 Teile)
- 1982: Tatort – Tod auf dem Rastplatz (Fernsehreihe)
- 1982: Meister Eder und sein Pumuckl (Folge 1.13)
- 1983: Monaco Franze – Der ewige Stenz (Fernsehserie, 1 Folge)
- 1983: Die fünfte Jahreszeit (Fernsehserie, 1 Folge)
- 1984: Heiße Wickel – Kalte Güsse (Fernsehserie)
- 1984: Der Komödienstadel – Der Senior
- 1984–2013 Weißblaue Geschichten (Fernsehserie, 23 Folgen)
- 1985: Die Schwarzwaldklinik (Fernsehserie, Folge: Hilfe für einen Mörder)
- 1985–2018: Chiemgauer Volkstheater (83 Folgen)
- 1986: Irgendwie und Sowieso
- 1989: Löwengrube (Fernsehserie, 1 Folge)
- 1989–2002: Café Meineid
- 1992: Die Hütte am See (Fernsehserie)
- 1993: Der Komödienstadel – Die Kartenlegerin
- 1993: Der Pfandlbräu
- 1993–1996: Wildbach (Fernsehserie)
- 1996: Der Bergdoktor (Fernsehserie, 1 Folge)
- 1997: Dr. Stefan Frank – Der Arzt, dem die Frauen vertrauen (Fernsehserie, 1 Folge)
- 1997: Der Komödienstadel – Bonifaz, der Orgelstifter
- 1998: Herbert und Schnipsi (Comdeyreihe)
- 1998: Lychees weiß blau
- 1998–2003: Café Meineid (Fernsehserie, 125 Folgen)
- 1998: Der Bulle von Tölz: Tod in der Walpurgisnacht
- 1999: Einmal leben
- 1999: Der Komödienstadel – Der Leberkäsbaron
- 2000: Geschichten aus dem Nachbarhaus (Fernsehserie, 1 Folge)
- 2000: Der Komödienstadel – Das liebe Geld
- 2002: Unterholz
- 2003: Und morgen Italien
- 2003: Um Himmels Willen (Fernsehserie, 1 Folge)
- 2003: Liebe zartbitter
- 2004: Forsthaus Falkenau – Schmutzige Geschäfte
- 2004–2015: München 7 (Fernsehserie, 2 Folgen)
- 2005: Barbara Wood-Sturmjahre
- 2005: Inga Lindström – Sprung ins Glück (Fernsehreihe)
- 2005: Mathilde liebt
- 2006: Stadt, Land, Mord! (Fernsehserie, 1 Folge)
- 2006, 2013, 2018: Die Rosenheim-Cops (Fernsehserie, 3 Folgen)
- 2007: Lawine
- 2007: Die Verzauberung
- 2007–2010: Unsere Farm in Irland (Fernsehserie, 8 Folge)
- 2008: SOKO Kitzbühel (Fernsehserie, 1 Folge)
- 2008: Baching
- 2008–2011: Der Kaiser von Schexing (Fernsehserie, 12 Folgen)
- 2009: Normal is des ned! (Comedyreihe)
- 2011: Franzi (Fernsehserie, 1 Folge)
- 2011: Der Bergdoktor (Fernsehserie, 1 Folge)
- 2012–2013, 2022–2023: Sturm der Liebe (Fernsehserie)
- 2013: Rosamunde Pilcher (Fernsehserie, 1 Folge)
- 2015: Scheinwelt
- 2015: Hammer & Sichl (Fernsehserie, 2 Folgen)
- 2016: Von oben nach unten
- 2016–2019: Grünwald Comedy
- 2018: Watzmann ermittelt (Fernsehserie)
- 2019: Der Alte (Fernsehserie)
- 2020: Hubert ohne Staller (Fernsehserie)

## Hörspiele
- 1981: Anton Maly: Der Komödienstadel: Schneesturm (Mirl, Magd beim Straßhofer) – Redaktion und Regie: Olf Fischer
- 1983: Martha Meuffels: Familie Loibl (25. Folge: Was frag’ ich viel nach Geld und Gut) (Elke) – Redaktion und Regie: Michael Peter
- 1984: Georg Lohmeier: Der Komödienstadel: Der Senior. Ein ökonomischer Schwank (Anni, Frau von Isidor Singldinger, junior) – Regie: Olf Fischer
- 1985: Georg Maier: Bayerische Szene: Da rote Jackl (Veronika) – Regie: Jörn van Dyck
- 2009: Robert Hültner: Radio-Tatort: Dienstschluss (Edigna Schlosser) – Regie: Ulrich Lampen